# Uniforme de la selección de fútbol de Inglaterra

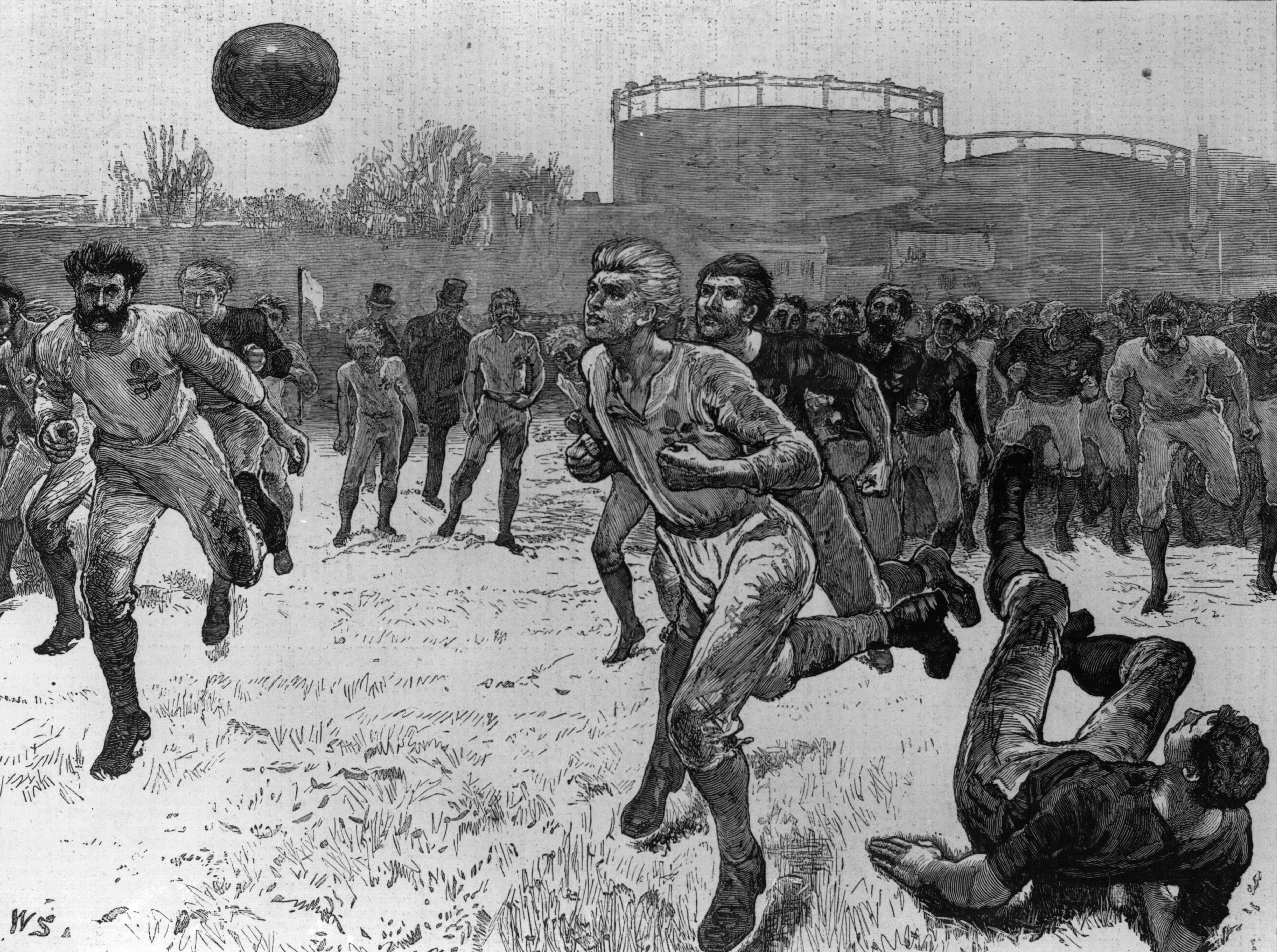
Instantánea del primer encuentro de la selección inglesa.

La selección de fútbol de Inglaterra es una de los pocos combinados que nunca ha modificado los colores principales de su camiseta. Desde su temprana creación en 1872, ha vestido siempre con el color blanco como tono principal y mayoritario. No así en el resto del uniforme, que ha variado entre el blanco y un azul marino, en el caso del calzón, siendo este último el más utilizado a lo largo de la historia inglesa, a los que habría que añadir a los ya citados también el rojo y el negro en el caso de las medias.

## Colores

### Inglaterra de azul marino
El caso del color azul marino es especialmente llamativo en el caso de la selección inglesa. Dicho color es parte integral de la historia del patrimonio de Inglaterra. De ser el color principal en sus medias durante la mayoría de su historia, pasaría a ser el uniforme suplente en algunos de sus desplazamientos. En el año 1935, fue la primera vez que se usó, en un partido frente a Alemania, que portaba el mismo color blanco titular en la camiseta. Por tal motivo, se usó una camiseta azul marino a juego con las medias, y unos calzones blancos. No se usaría de nuevo hasta 1950, cuando por el mismo motivo de coincidencia en el color se enfrentó a Estados Unidos en el Mundial de 1950 de Brasil, en un partido de nefasto recuerdo para los ingleses, debido a la derrota sufrida. Aparecería de nuevo nueve años más tarde en un partido frente a Perú, de nuevo por la misma razón, con medias y calzón blanco. La siguiente vez que saldría a la luz sería en el Mundial de 1970 de México, con la variante de clarear el tono azul, como medida para mitigar el intenso calor del país norteamericano durante la cita. El hecho se repetiría en el Mundial de 1986 celebrado en el mismo país, pero no llegaría a usarse por completo. Sería en el famoso partido contra Argentina, pero solo se usaron los calzones, de un tono celeste.
Ya en la actualidad, formaría parte habitual del uniforme suplente de la selección, donde se alternaría con el color rojo; pero la selección del Reino Unido (Que solo participa en juegos olímpicos) debe usar en azul en el uniforme titular.

## Evolución del uniforme

### Combinaciones
| 1946-1949 | 1949-1957 | 1950 | 1951 | 1957-1960 | 1957 | 1959 |  | 1959 | 1960 |

| 1961 | 1961 | 1961 | 1962 | 1970 | 1970 | 1973 | 1980 | 1982 |

|  | 1985 | 1986 |  | 1989 | 1989 | 1991-1993 | 1998 | 1998 | 2001-2002 | 2003 |

| 2004 | 2005 | 2006 | 2007 | 2008-2009 | 2009 | 2010–2011 | 2012 | 2011-2013 |

| 2014 | 2016 | 2018 |  | 2018 |  | 2019 | 2020-2022 | 2022-2024 | 2024-Actual |

### Porteros
|  | 1965-74 | 1966 vs Alemania Federal | 1965-74 (alt.) | 1965-74 (alt.) | 1970 WC vs. Checoslovaquia | 1978-81 | 1982-83 |

| 1986-88 |  | 1986-88 |  | 1988-90 | 1988-90 | 1990-92 | 1990-92 | 1992-93 | 1992-93 | 1993-95 |

| 1993-95 | 1995-96 | 1996-97 | 1997-98 | 1997-00 | 1998-00 | 1998-00 | 2000-02 | 2000-02 |

| 2002-04 | 2002-04 | 2002-04 | 2004-06 | 2004-06 | 2006-08 | 2006-08 | 2006-08 | 2008-10 |

| 2008-10 | 2010-11 | 2010-11 | 2013-14 | 2013-14 | 2013-14 | 2014-15 | 2014-15 | 2014-15 |

| 2016-2017 | 2016-2017 | 2018-19 | 2018-19 | 2018-19 | 2020-22 | 2020-22 | 2020-22 | 2022-24 |

| 2022-24 | 2022-24 | 2024-Actual | 2024-Actual | 2024-Actual |

## Proveedores
| Periodo     | Proveedor                    |
| ----------- | ---------------------------- |
| 1949 - 1951 | St. Blaize and Hope Brothers |
| 1951 - 1965 | Bukta                        |
| 1965 - 1973 | Umbro                        |
| 1974 - 1983 | Admiral                      |
| 1983 - 2012 | Umbro                        |
| 2013 -      | Nike                         |